# Stazione di Melzo
La stazione di Melzo è una fermata ferroviaria posta sul tronco comune alle linee Milano-Bergamo e Milano-Venezia a servizio dell'omonimo comune.
È gestita da Rete Ferroviaria Italiana (RFI).

## Storia
La fermata venne attivata nel 1846, assieme alla tratta ferroviaria da Milano Porta Tosa a Treviglio, divenuta poi parte integrante della ferrovia Ferdinandea Milano-Venezia.
Nel primo decennio del XXI secolo l'impianto è stato interessato dai lavori relativi al quadruplicamento della linea fra le stazioni di Pioltello e Treviglio, i quali si sono concretizzati nella realizzazione della nuova linea Venezia DD, preludio alla ferrovia ad alta velocità diretta a Verona e Venezia.
Nell'ambito di tali lavori il 30 aprile 2006 l'impianto venne trasformato in fermata impresenziata, e nel gennaio 2007 il vecchio fabbricato viaggiatori fu abbattuto, per lasciare spazio a una scalinata che garantisce l'accesso ai marciapiedi.

## Strutture ed impianti
Il piazzale è composto da due binari di corsa della linea ferroviaria principale. Entrambi sono dotati di marciapiede a loro volta serviti da pensilina.
L'utenza accede ai marciapiedi grazie a un sottopassaggio.
Il doppio binario della linea ad alta velocità Milano-Treviglio corre a fianco della linea lenta nei pressi della fermata, ma non è compreso all'interno dell'area di competenza della struttura.

## Movimento
La fermata è servita dai convogli del servizio ferroviario suburbano di Milano: linea S5 (Varese-Treviglio) ed S6 (Novara-Treviglio), svolti da Trenord, nell'ambito di contratto stipulato con Regione Lombardia.